# Cantone di Neuvéglise
Il Cantone di Neuvéglise è una divisione amministrativa dell'arrondissement di Saint-Flour.
È stato costituito a seguito della riforma approvata con decreto del 13 febbraio 2014, che ha avuto attuazione dopo le elezioni dipartimentali del 2015.

## Composizione
Comprendeva inizialmente 31 comuni ridottisi a 28 dal 1º gennaio 2016 a seguito della fusione dei preesistenti comuni di Faverolles, Loubaresse, Saint-Just e Saint-Marc nel nuovo comune di Val-d'Arcomie:
- Alleuze
- Anglards-de-Saint-Flour
- Anterrieux
- Celoux
- Chaliers
- Chaudes-Aigues
- Chazelles
- Clavières
- Deux-Verges
- Espinasse
- Fridefont
- Jabrun
- Lavastrie
- Lieutadès
- Lorcières
- Maurines
- Neuvéglise
- Rageade
- Ruynes-en-Margeride
- Saint-Georges
- Saint-Martial
- Saint-Rémy-de-Chaudes-Aigues
- Saint-Urcize
- Soulages
- La Trinitat
- Val-d'Arcomie
- Vabres
- Védrines-Saint-Loup